# 鳥居隆篤
鳥居 隆篤（とりい りゅうとく、1948年 - ）は愛知県出身の療術師。武道家。気功師でもある。やわら療術。柔法徹化拳を創始した。柔法相塾長。
山野はるちか（やわら式小太刀の使い手）・深沢勲（武術研究家）・高橋師匠（中国拳法軽功の達人）・奥山龍峰（八光流柔術開祖）・松永猛（八光流柔術免許皆伝師範）の5人の師匠から”やわら”を学んだ。山野はるちかと深沢勲から”やわら”の骨子を学ぶ。初代奥山龍峰から八光の型を学ぶ。
30歳の頃、山で修行をし、独自に数千の技と術理を編み出すとともに”やわら”の法（原理原則となる核心）を発見する。深沢勲から引力武芸「柔法開祖」を許され、東京都板橋区成増に柔法総本部を設立する。 1995年静岡県三島市に柔法相塾会館を建設する。
1996年やわら療術師専門学園を設立。2010年大阪校を設立。
1998年に氣療功を創始する。